# شيريي بينيت
شيريي بينيت (بالإنجليزية: Cherie Bennett)‏ (1960، بوفالو في الولايات المتحدة)؛ كاتبة سيناريو وروائية أمريكية.

## روابط خارجية
- شيريي بينيت على موقع قاعدة بيانات الفيلم (الإنجليزية)